# Bókay János (orvos, 1858–1937)
Bókai Bókay János, ifj. (1896-ig Bókai, Pest, 1858. április 19. – Budapest, 1937. július 6.) magyar gyermekgyógyász, egyetemi tanár, a Magyar Tudományos Akadémia levelező tagja. Bókay Árpád belgyógyász, farmakológus, egyetemi tanár fivére, idősebb Bókai János fia.

## Életútja
Idősebb Bókai János (1822–1884) és szántói Szabó Judit (1831–1916) fia. Orvosi tanulmányait a budapesti tudományegyetem orvosi karán végezte, 1880-ban avatták orvosdoktorrá. 1883-tól a Stefánia-gyermekkórház főorvosa. 1885-től a gyermekgyógyászat magántanára, 1892-től rendkívüli tanára, majd 1907-től nyilvános rendes tanár a budapesti Pázmány Péter Egyetemen. Működése idején, 1916-ban lett a gyermekgyógyászat kötelező szigorlati tantárgy. 1923-tól a Magyar Tudományos Akadémia levelező tagja. 1929-ben vonult nyugalomba.
1896. április 11-én Bókay János egyetemi orvostanár nemességet, családi címert, valamint a „bókai” nemesi előnevet szerezte I. Ferenc József magyar királytól.

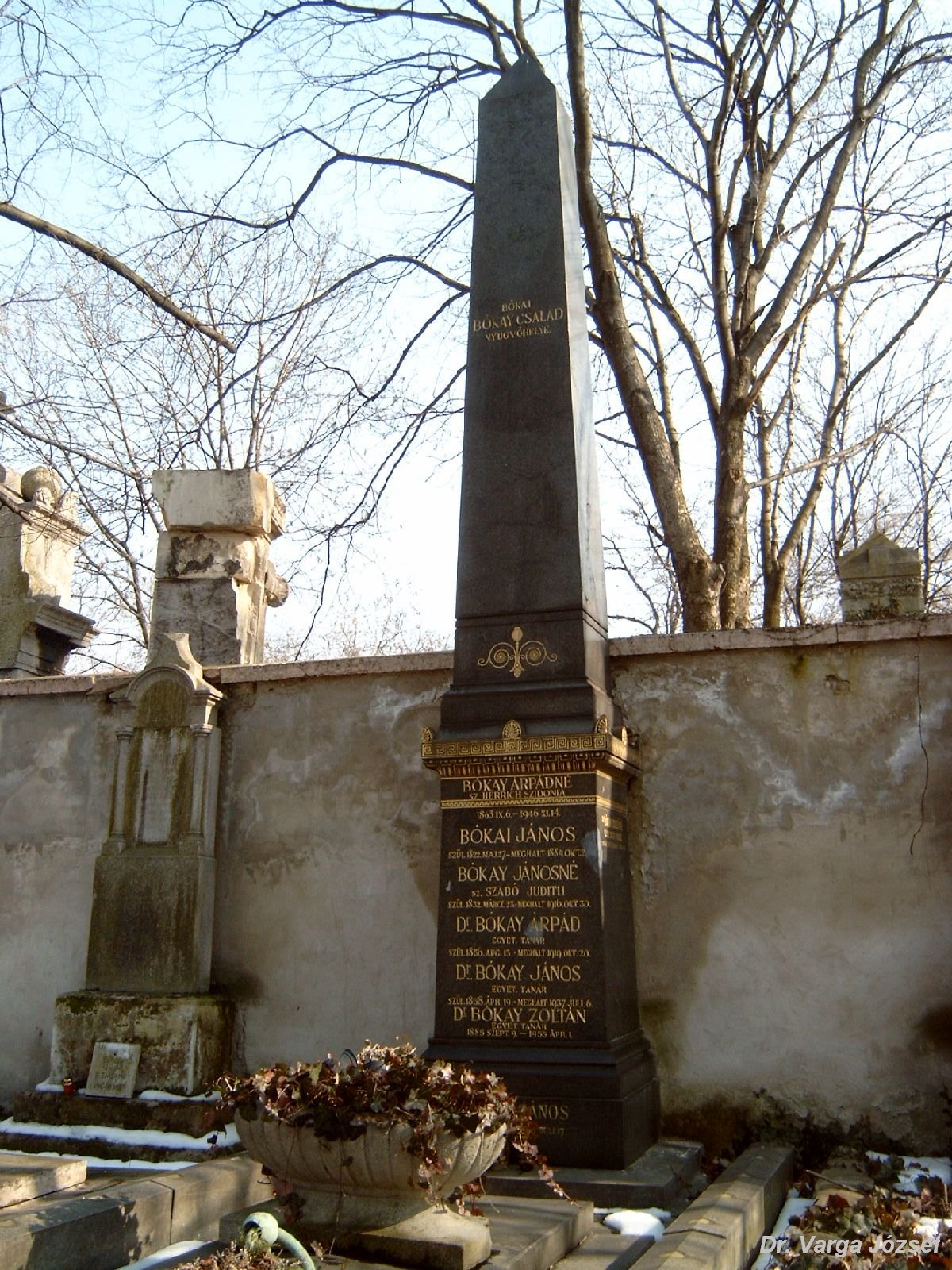
A Bókai/Bókay-család sírja Budapesten. Kerepesi temető: J. 490.

## Házassága és gyermekei
Feleségül nemes Tömöry Adrienne-t, nemes Tömöry György (1842–1887), fővárosi bizottsági tag, bankigazgató, kereskedő és Pscherer Emma (1847–1882) lányát vette. A házasságukból született:
- bókai Bókay János (1892–1961) író
- bókai Bókay Edit. Férje dr. Koós Ödön (1877–1954) volt.[9]

## Tudományos munkái, kutatási és érdeklődési területei
- 1912-ben jelent meg A gyermekorvoslás tankönyve c. műve, amely 1920-ban Bókay Zoltán és Flesch Ármin társszerzőkkel átdolgozva újra megjelent. Tankönyvét évtizedekig használták. Német nyelven is megjelent.
- Bevezette hazánkban a diftéria (torokgyík) intubációs kezelését, majd szérumgyógyítását.
- Nemzetközi felkérésre klinikailag ellenőrizte a Behring-féle diftériaellenes gyógysavóoltás hatását.
- Jelentős szerepe volt a herpes zoster (övsömör) és a varicella (bárányhimlő) közti kóroktani összefüggés kimutatásában.
- Közreműködött a poliomyelitis (Heine-Medin-kór, járványos gyermekbénulás) kórtanának tisztázásában.
- Jelentős munkásságot fejtett ki a gyermekek kórházi ellátásának megszervezése terén.
- Fontos szerepet töltött be a társadalmi csecsemővédelemben.
- Állást foglalt a skarlát (vörheny) kezelésében új irányt jelentő eljárás mellett.

## Művei
- Közlemények a heveny fertőző kórokról, Budapest, 1892
- Az intubatiós traumáról, Budapest, 1901
- A gyermekorvoslás tankönyve, Budapest, 1912 (Flesch Árminnal és Bókay Zoltánnal közösen)
- Transparentia vizsgálatok hydrocephalusos gyermekeken, Budapest, 1929

## Nemzetközi ismertsége
Mint a gyermekgyógyászat nemzetközileg elismert művelője, tagja volt a Jahrbuch für Kinderheilkunde című lap négytagú szerkesztőbizottságának. A Deutsche Gesellschaft für Kinderheilkunde 38. összejövetelét az ő tiszteletére 70. születésnapja alkalmából Budapesten rendezték meg. A nemzetközi és a magyar gyermekgyógyászat szempontjából az a legnagyobb érdeme, hogy munkássága nagyban hozzájárult ahhoz, hogy a gyermekorvostan tartalmilag az újszülöttkortól a serdülőkorig azok belgyógyászati, sebészeti területeit is felöleljék.

## A sokoldalú tudós
Bókay írta le a hazánkban talált 6–7 cm magas bronzkori agyag szopóedényeket. Aktív muzsikus és zeneszerző volt. Mozart halálának oka címen tanulmányt írt. Foglalkozott Ludwig van Beethoven fülbajával, a világ legnagyobb muzsikusainak koponyájával. Elnöke volt annak a bizottságnak, amely az amerikai gyermeksegélyező akciót Magyarországon az első világháború után irányította. Állandó résztvevője volt a külföldi tudományos kongresszusoknak is, sok tudományos társaság választotta levelező vagy tiszteletbeli tagjává.

## Róla írták
- Bókay János jun. születésének 100. évfordulójára. Orvosi hetilap 99., 1958. 22. 738–739.
- Ferencz Gábor: Ifj. Bókay János. A gyermekgyógyászat nagyhírű művelője. Egészségügyi munka 7., 1960. 12. 182–184.
- Gegesi Kiss Pál: Bókay János junior a tanítvány szemével. Gyermekgyógyászat 34., 1983. 2. 149–153.
- Gegesi Kiss Pál: Bókay János junior a tanítvány szemével. Orvosi hetilap 124., 1983. 22. 1329–1330., 1333–1334.
- Miltényi Miklós: Emlékezés ifj. Bókay Jánosra. Gyermekgyógyászat 34., 1983. 2. 145–148.
- Miltényi Miklós: Emlékezés ifj. Bókay Jánosra. Orvosi hetilap 124., 1983. 22. 1327–1329.
- Boda Domokos: Bókay János jun., a Magyar Gyermekorvos Társaság alapítója. Gyermekgyógyászat 34., 1983. 2. 154.
- Szénásy József: A hydrocephalus kezelésének története a századfordulótól napjainkig. (Tekintettel hazai viszonyainkra). (Orvostörténeti közlemények 123–132. 1989/1990. 101–110.)

## Emlékezete
- A Bókay János Humán Kéttannyelvű Szakközépiskola, Szakiskola és Gimnázium (Budapest VIII. kerület, Csobánc u. 1.) névadója